# Синяк (гора)
Синя́к — висока, зі стрімкими схилами гора в Горганах (Українські Карпати). 

## Загальний опис
Розташована в межах Карпатського національного природного парку, в Надвірнянському районі Івано-Франківської області, неподалік від сіл Поляниця і Татарів.
Висота — 1665 м. До висоти приблизно 1300 м гора вкрита лісом, вище починаються альпійські луки, а ще через 100 м — суцільні кам'яні розсипища. Масив гори простягається з південного сходу на північний захід. Гора Синяк разом з сусідньою вершиною за назвою Малий Горган (1592 м) є частиною хребта Синяк.
Гора Синяк — популярний пункт у пішохідних маршрутах вихідного дня. З її вершини видно сусідні хребти: Довбушанка (на північному заході) і Явірник (на північному сході). Звідси теж відкривається чудова панорама на гірськолижний курорт Буковель, а також вигляд на найвищий хребет Українських Карпат — Чорногірський, з вершинами Говерли (2061 м) і Петроса (2020 м).
Гора Синяк, можливо, прозвана так через свій колір — крізь товщу гірського повітря покриті сірим мохом камені здаються синіми.

## Світлини

### Вид на гору

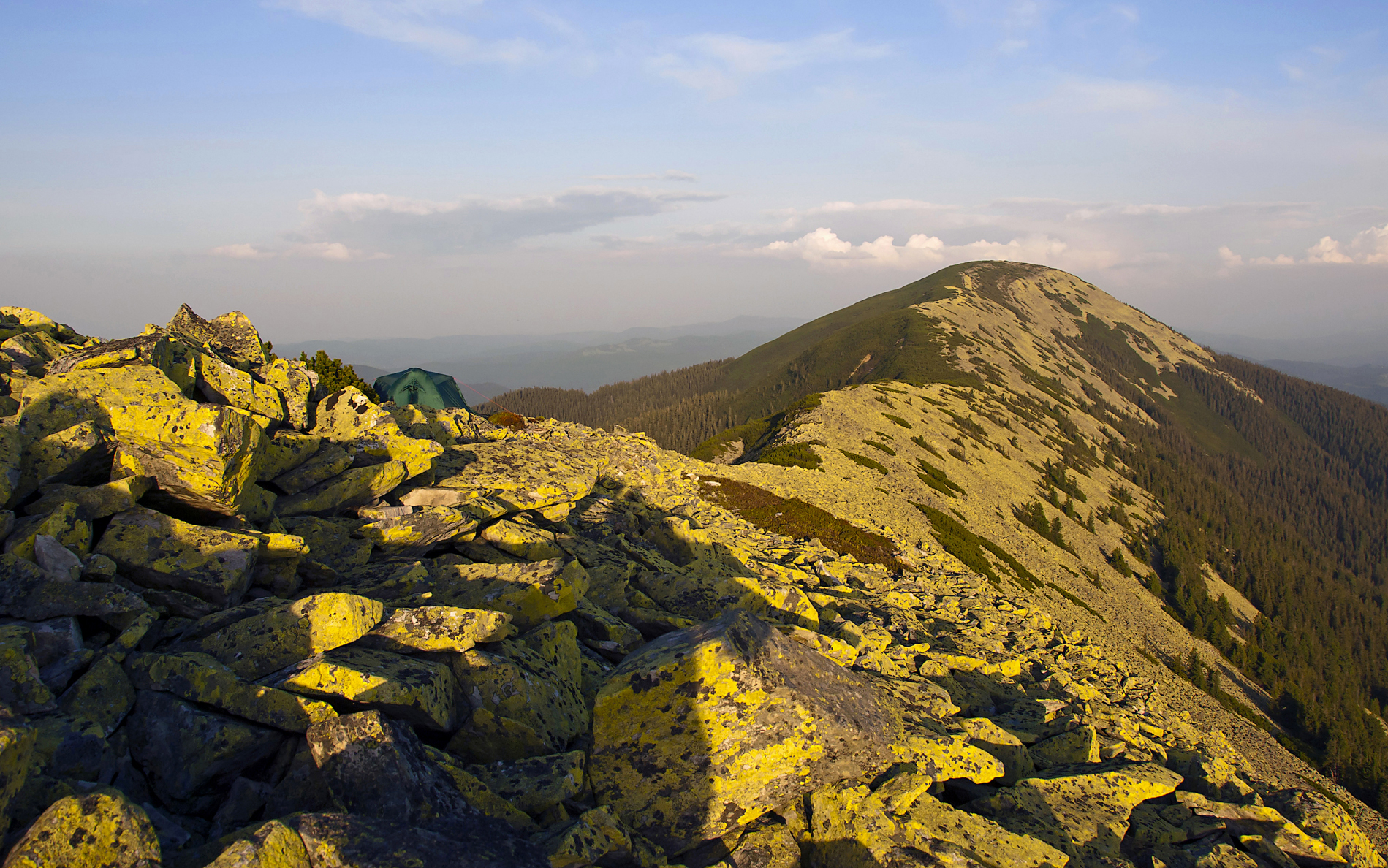
Синяк зі схилів гори Малий Горган
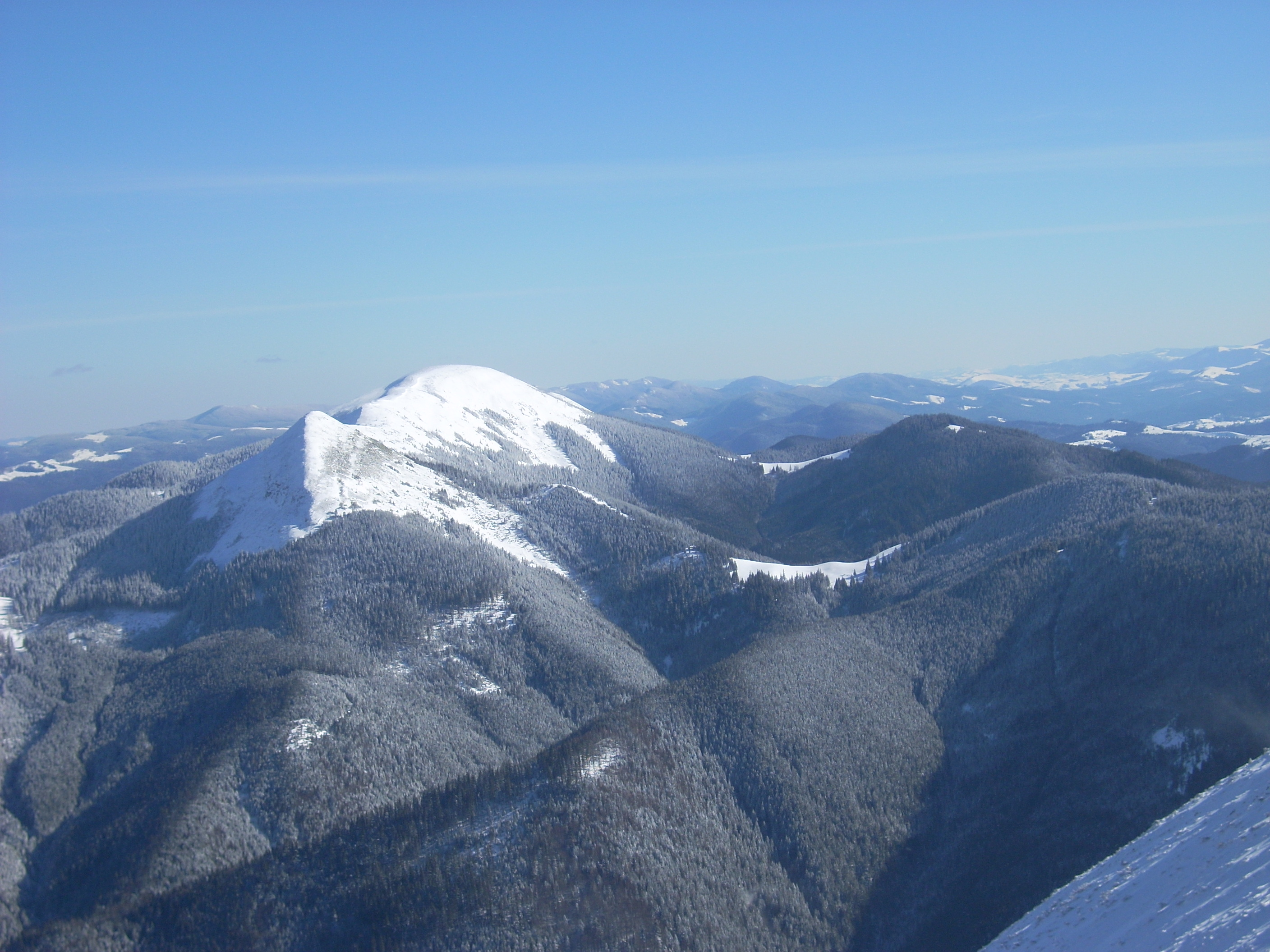
Синяк узимку (вигляд із хребта Довбушанки)
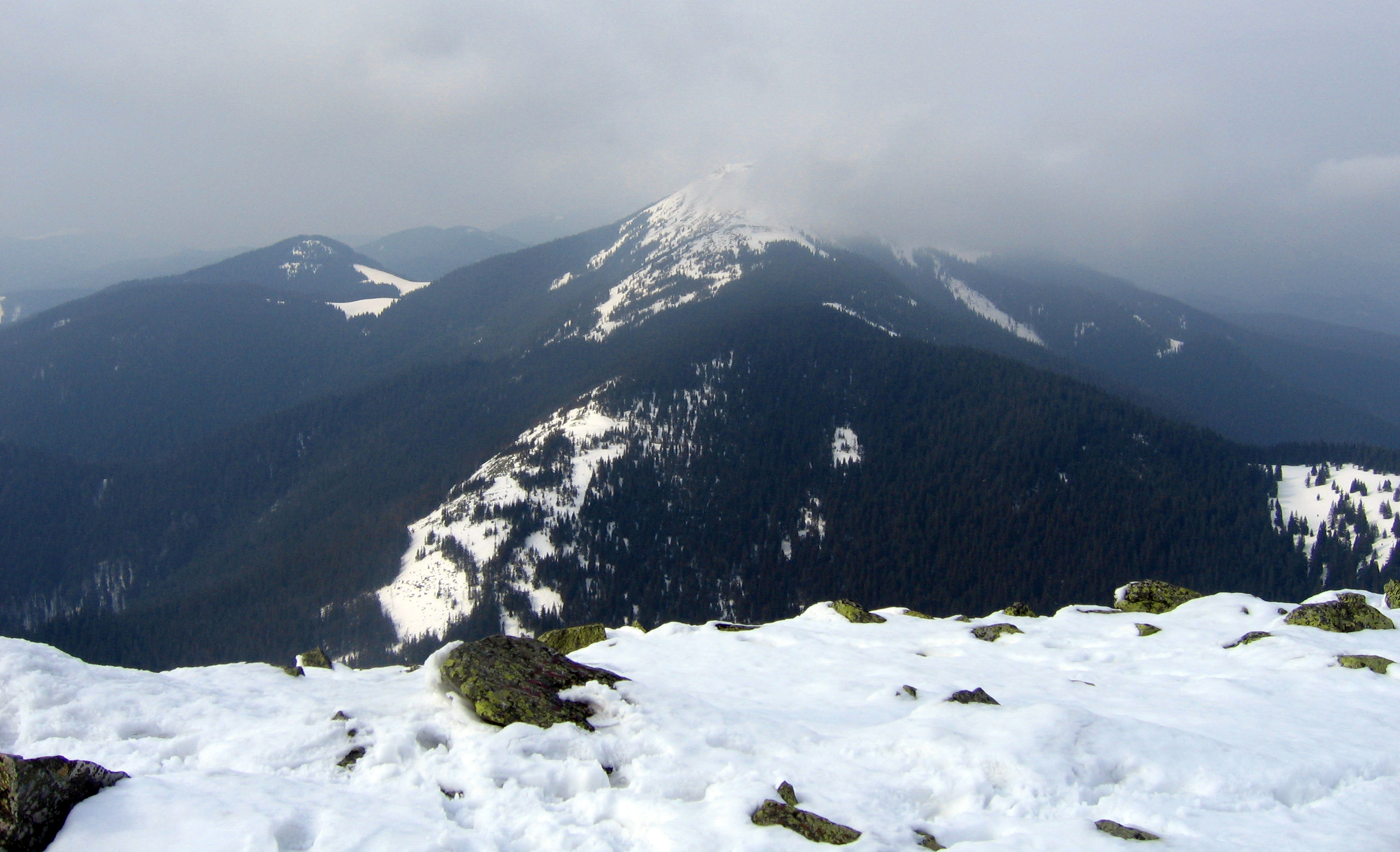
Вид на Синяк з гори Хом'як
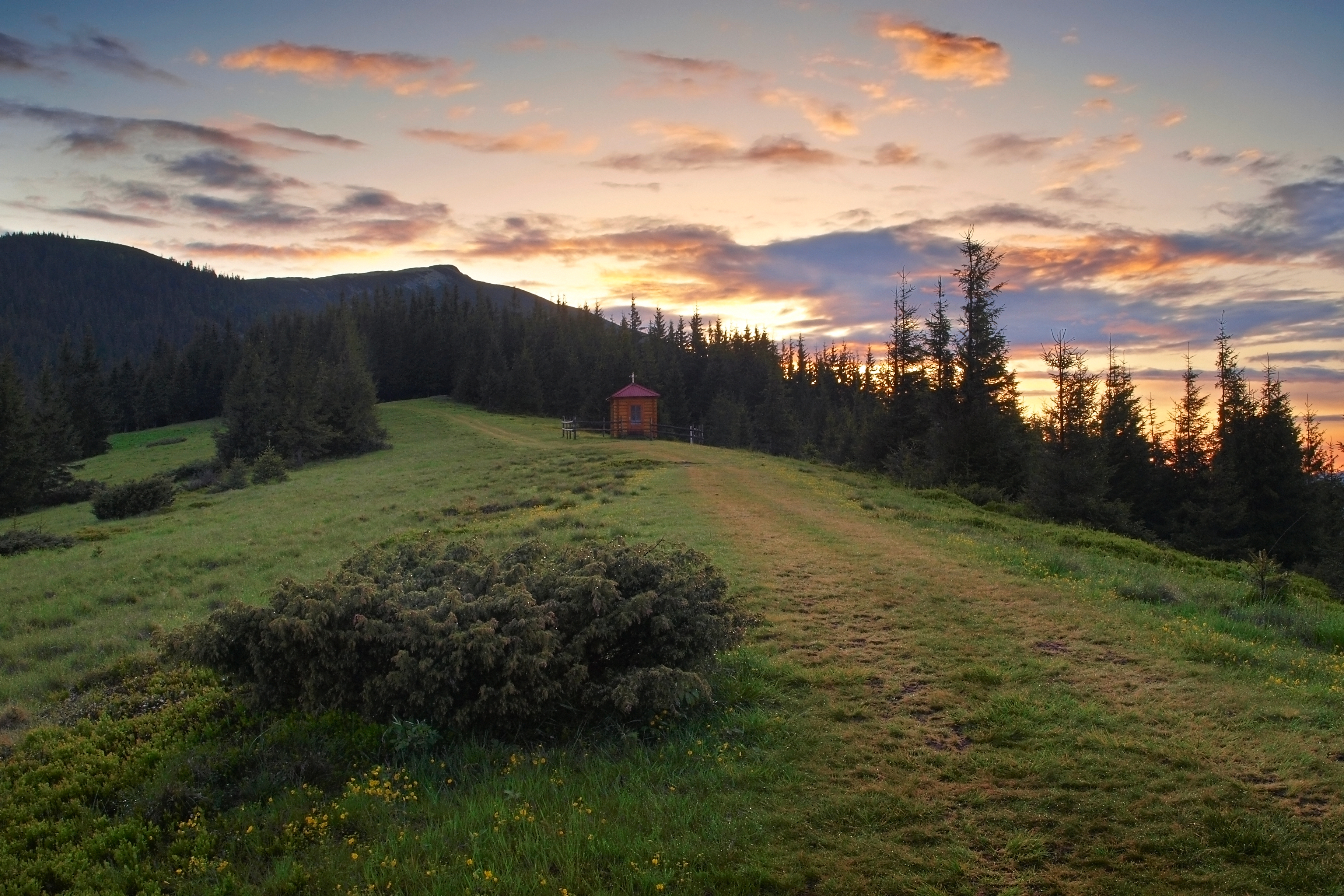
Стежка на вершину Синяка з полонини Хом'яків
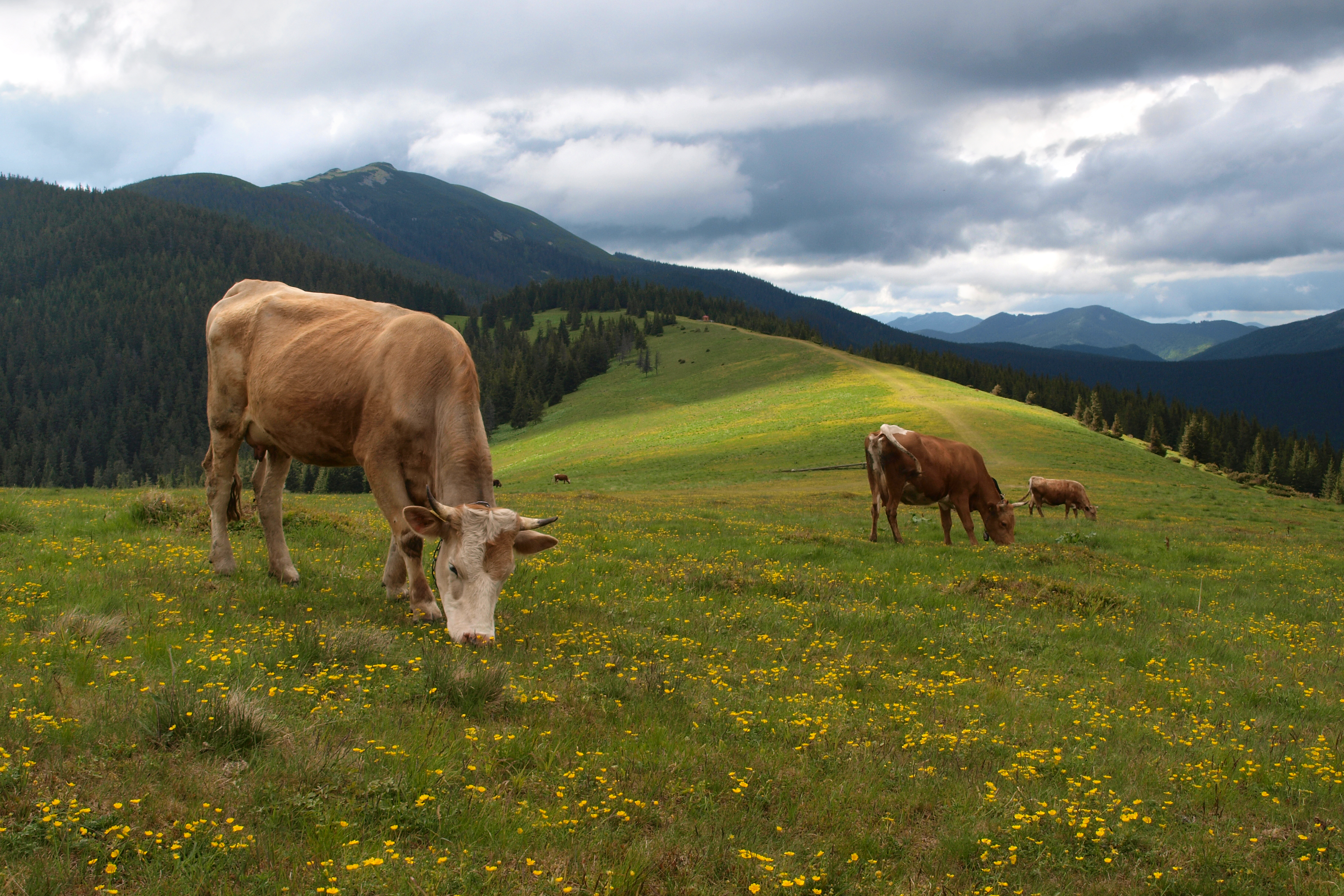
Гора Синяк з полонини Хом'яків
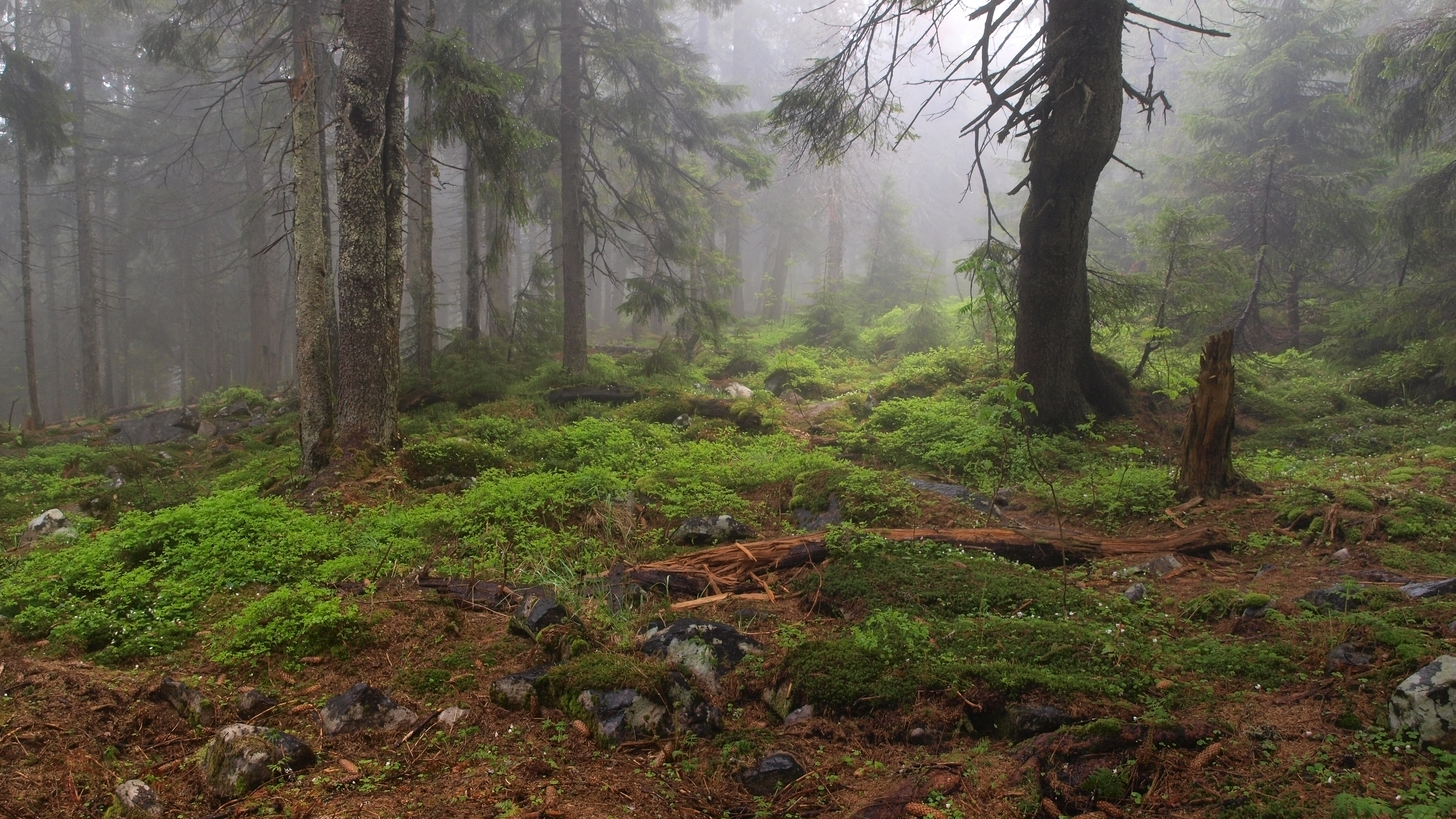
Ліс в тумані на схилах Синяка

### Краєвиди з гори

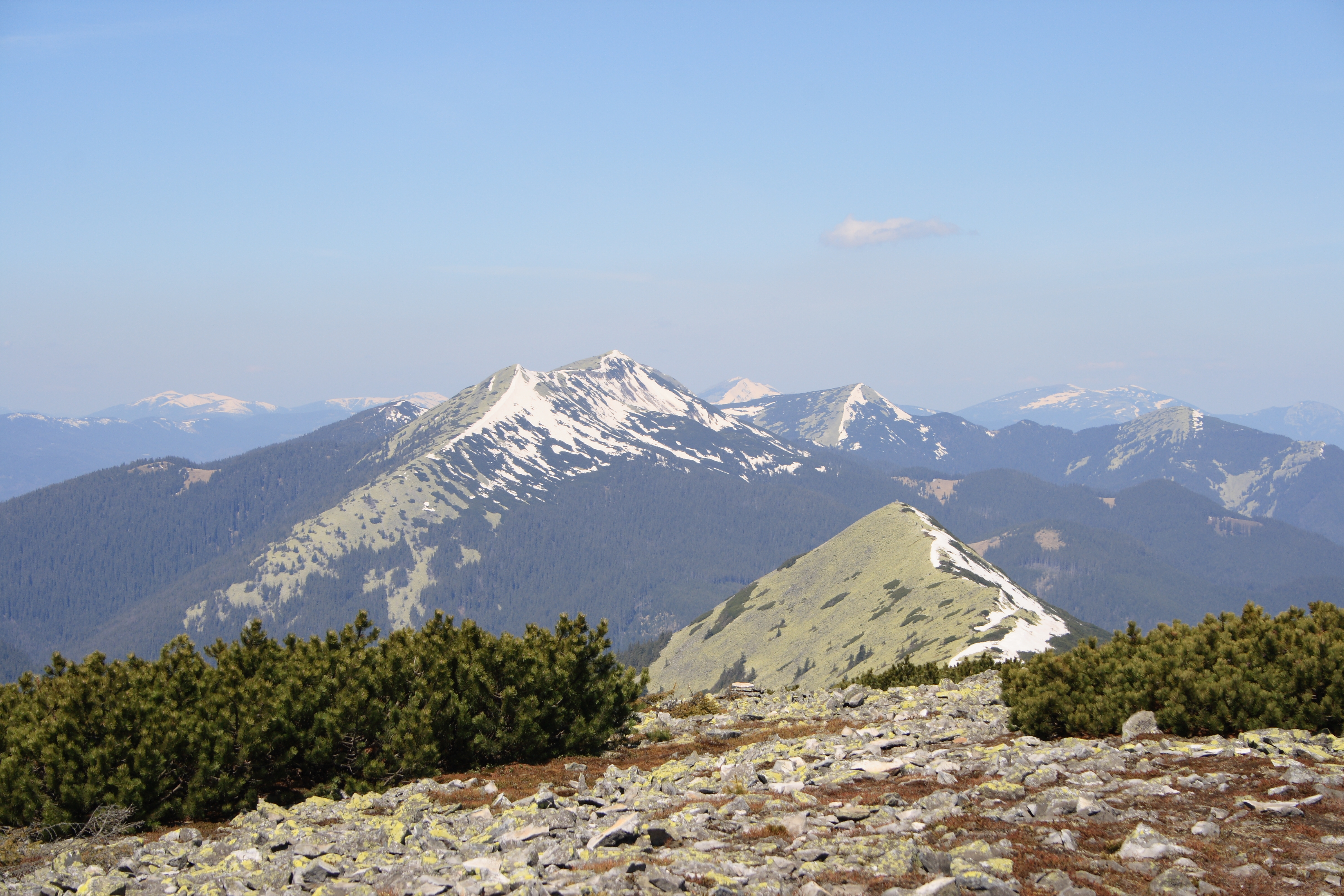
Вид на хребет Довбушанку (задній план). На передньому плані — вершина Малий Горган
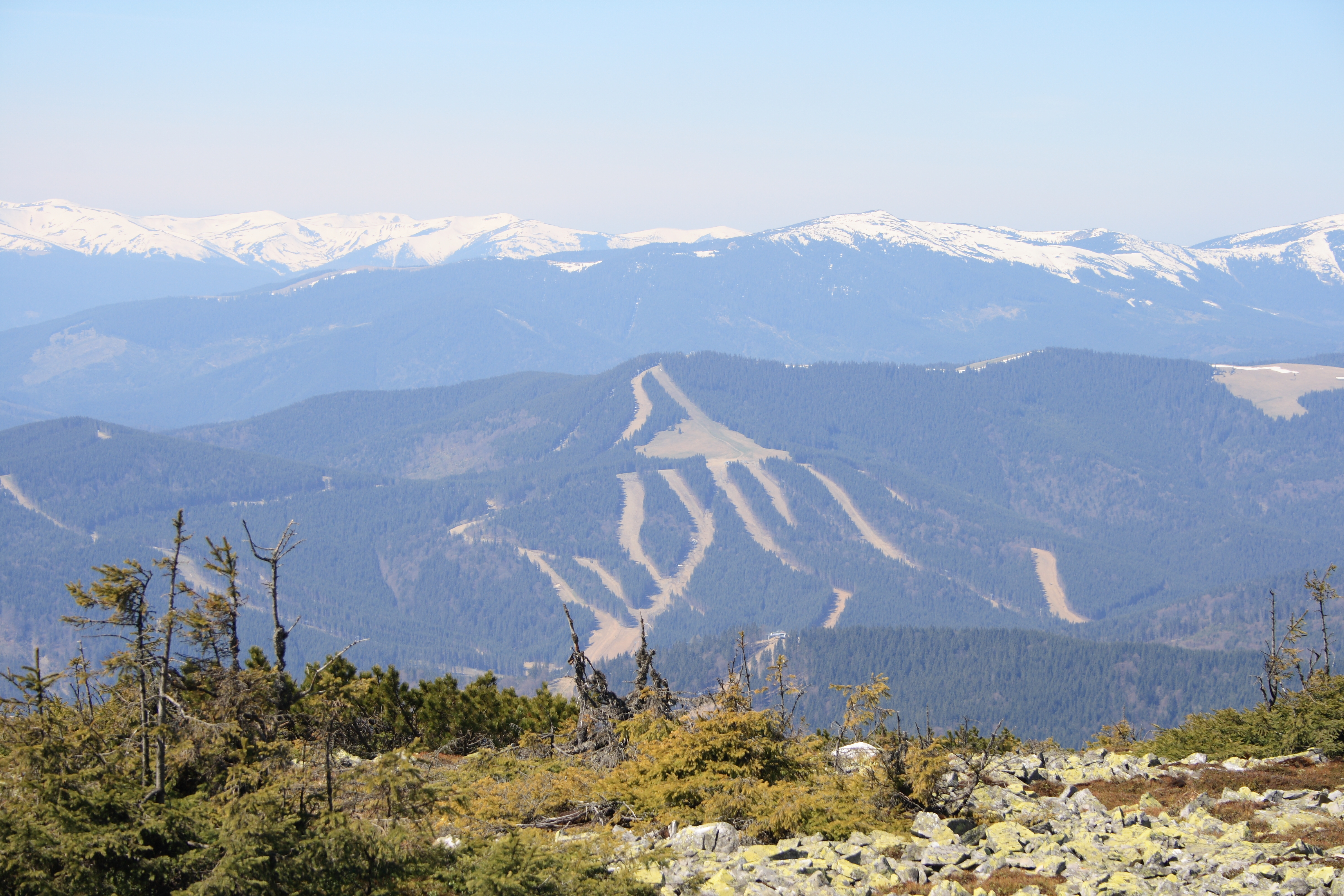
Вигляд із Синяка на гірськолижні траси Буковелю
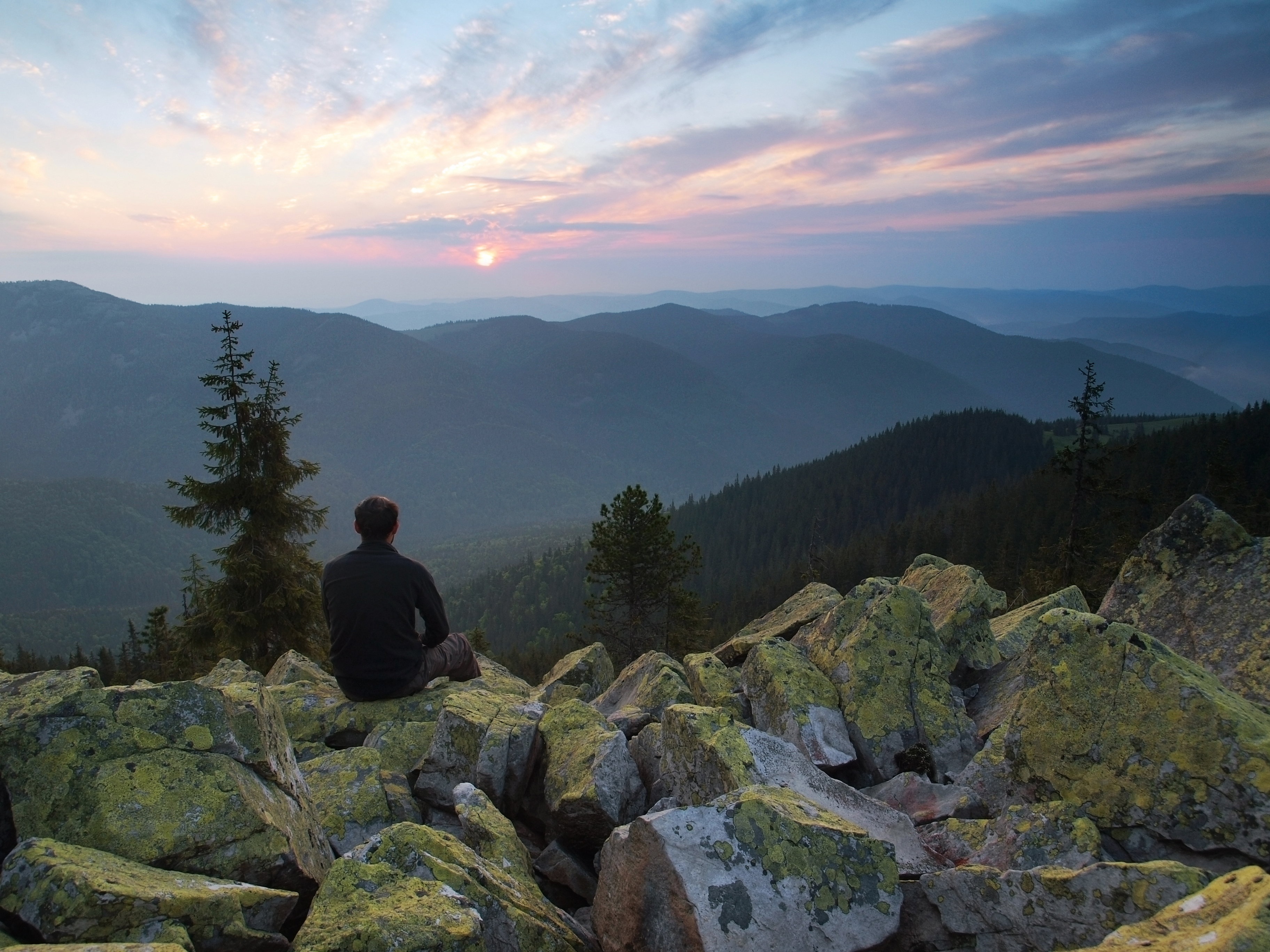
Вид на хребет Явірник із схилів Синяка